# Circular Valley
Circular Valley ist eine Initiative mit dem Ziel, die erweiterte Metropolregion Rhein-Ruhr als globales Zentrum für die Kreislaufwirtschaft aufzubauen. Der Begriff Circular Valley soll dabei einerseits als eine Bezeichnung für die erweiterte Rhein-Ruhr-Region etabliert werden, analog zum Silicon Valley, dem Hotspot der Digitalwirtschaft, und ist andererseits der Name der gemeinnützigen Circular Valley Stiftung.
Der Initiative zufolge ist die Rhein-Ruhr-Region als größte europäische Metropol- und Industrieregion aufgrund von fünf Faktoren für die Etablierung eines solchen Hotspots besonders geeignet: Sie verfüge über (1.) zahlreiche weltmarktführende Industriekonzerne und mittelständische Hidden Champions, (2.) diverse Marktführer im Bereich der Kreislauf- und Abfallwirtschaft, (3.) eine hohe Dichte an wissenschaftlichen Einrichtungen, (4.) eine große Internationalität und könne (5.) auf eine lange industrielle Tradition zurückblicken.
Initiator und Vorstandsvorsitzender der Stiftung ist Carsten Gerhardt, Unternehmensberater mit dem Schwerpunkt Nachhaltigkeit, der zuvor bereits die Wuppertalbewegung ins Leben gerufen hatte, als deren Projekt Circular Valley 2020 gestartet war. Schirmherrin von Circular Valley ist Mona Neubaur. Die Initiative wurde 2022 mit dem Wuppertaler Wirtschaftspreis ausgezeichnet.
Die Circular Valley Stiftung betreibt mit der Circular Economy Accelerator GmbH ein Accelerator-Programm zur Förderung von Start-up-Unternehmen aus aller Welt, die auf dem Bereich der Kreislaufwirtschaft aktiv sind. Geschäftsführer der GmbH ist seit Februar 2021 Andreas Mucke, der zuvor Oberbürgermeister von Wuppertal war.
Weitere Tätigkeitsfelder von Circular Valley sind Politikempfehlungen und Öffentlichkeitsarbeit. Einmal im Jahr veranstaltet die Circular Valley Stiftung das Circular Valley Forum, bei dem Vertreter aus Politik, Wissenschaft, Wirtschaft und Zivilgesellschaft Themen der Kreislaufwirtschaft diskutieren. Die Parteien der seit Juni 2022 amtierenden Landesregierung von Nordrhein-Westfalen erwähnen Circular Valley in ihrem Koalitionsvertrag namentlich als beispielgebende Initiative zur Kreislaufwirtschaft mit „Strahlkraft weit über Nordrhein-Westfalen hinaus“.

## Belege
1. ↑  Klaus Boldt: Ruhrgebiet: So soll das neue Zentrum der Kreislaufwirtschaft aussehen. In: Die Welt. 16. Februar 2022 (welt.de [abgerufen am 25. Oktober 2022]).
2. ↑  Philipp Krohn, Wuppertal: Kreislaufwirtschaft: Ein Spirit wie im Silicon Valley. In: FAZ.NET. 10. März 2022, ISSN 0174-4909 (faz.net [abgerufen am 25. Oktober 2022]).
3. ↑  Circular Valley Stiftung. Ministerium des Innern des Landes Nordrhein-Westfalen, abgerufen am 25. Oktober 2022.
4. ↑  Wirtschaftspolitik. Abgerufen am 9. Oktober 2023.
5. ↑  Circular Valley Initiative Aims to Create Global Hotspot to Grow a Circular Economy: Part 1. 19. April 2023, abgerufen am 9. Oktober 2023 (englisch).
6. ↑  Andreas Erb: Wuppertal: „Kraftzentrum“ der Circular Economy. In: #stadtvonmorgen. 13. Januar 2023, abgerufen am 9. Oktober 2023.
7. ↑  Carsten Gerhardt – Bio – Germany – Kearney. Abgerufen am 25. Oktober 2022 (deutsch).
8. ↑  „Circular Valley“ – ein neuer NRW-Trumpf, der von Wuppertal ausgeht? Westdeutsche Zeitung, 11. August 2020, abgerufen am 25. Oktober 2022.
9. ↑  Circular Valley in Wuppertal: Ministerin Mona Neubaur wird neue Schirmherrin. Westdeutsche Zeitung, 4. August 2022, abgerufen am 25. Oktober 2022.
10. ↑  Wuppertaler Wirtschaftspreis 2022: Das sind die Preisträger. Abgerufen am 25. Oktober 2022.
11. ↑  Herbert-Karl Kainz: Circular Economy Accelerator GmbH | Handelsregisterauszug Bonitätsauskunft. In: unternehmen24.info. Abgerufen am 25. Oktober 2022.
12. ↑  Circular Valley: Nachhaltige Startups aus aller Welt in Wuppertal. WDR, 3. März 2022, abgerufen am 25. Oktober 2022.
13. ↑  Guido M. Hartmann: Initiative aus Wuppertal sagt Müll den Kampf an. In: Die Welt. 29. August 2022 (welt.de [abgerufen am 25. Oktober 2022]).
14. ↑  Handelsblatt Green: Rettet uns die Kreislaufwirtschaft vor der Rohstoffkrise? Abgerufen am 25. Oktober 2022.
15. ↑  Germany’s Circular Valley supports more companies. Abgerufen am 25. Oktober 2022 (englisch).
16. ↑  Stefan Seitz: Neuer Job: Ex-OB Mucke: „Mit Freude, Herz und Verstand“. In: Wuppertaler-Rundschau.de. 13. Februar 2021, abgerufen am 25. Oktober 2022.
17. ↑  Nachhaltige Wirtschaft & Projekte. Abgerufen am 25. Oktober 2022.
18. ↑  Circular Valley: „Kreislaufwirtschaft beginnt nicht beim Recycling“. In: Welt.de. 28. November 2022, abgerufen am 9. Oktober 2023.
19. ↑  Alexandra Dulinski: Start-ups und Investoren treffen in Wuppertal aufeinander. In: WZ.de. 30. September 2023, abgerufen am 9. Oktober 2023.
20. ↑  Zukunftsvertrag für Nordrhein-Westfalen – Koalitionsvereinbarung von CDU und Grünen 2022–2027. (PDF) 23. Juni 2022, S. 19, Zeile 878, abgerufen am 25. Oktober 2022.